# Michael Devaney (atleet)
Michael Aloysius (Mike) Devaney (Belleville, 6 juni 1891 – aldaar, 25 januari 1967), was een Amerikaanse atleet.

## Biografie
Devaney nam deel aan de Olympische Zomerspelen 1920 en won met het 3.000 m team de gouden medaille en werd op de 3.000 m steeple vijfde. In 1924 werd Devaney zevende op de steeple.

## Persoonlijke records
| Onderdeel       | Prestatie | Jaar |
| --------------- | --------- | ---- |
| 3.000 m steeple | 9.44,4    | 1924 |

## Palmares

### 3.000 m steeple
- 1920: 5e OS -
- 1924: 7e OS - 10.01,0

### 3.000 m team
- 1920:  OS - 10 punten

1912: Tell Berna, George Bonhag, Abel Kiviat, Louis Scott, Norman Taber ·
1920: Horace Brown, Michael Devaney, Ivan Dresser, Arlie Schardt, Lawrence Shields ·
1924: Elias Katz, Frej Liewendahl, Paavo Nurmi, Ville Ritola, Eino Seppälä, Sameli Tala